# طرديلن صغير البذور
طرديلن صغير البذور (الاسم العلمي: Tordylium microspermum) هو نوع غير مؤكد من النباتات يتبع جنس الطرديلن من الفصيلة الخيمية.